# Lorenzo di Durham
Lorenzo di Durham (Waltham, 1100 circa – Francia, marzo 1154) è stato un religioso e poeta inglese.

## Biografia
Non molto è noto della sua vita. Nativo di Waltham, un villaggio dell'Essex, si fece chierico a Durham durante il vescovato di Geoffrey Rufus, divenendo cappellano e infine priore della cattedrale di Durham. Era rinomato per la sua grande cultura e la sua capace memoria.
Nel 1153 si recò a Roma per ottenere la conferma di Ugo Puiset nella posizione di vescovo di Durham, ma morì durante il viaggio di ritorno in Inghilterra, mentre attraversava il regno di Francia nel marzo 1154.

## Opere
L'opera principale di Lorenzo di Durham è l'Hypognosticon, un poema religioso in latino suddiviso in 9 libri. Altre opere minori sono la Consolatio de morte amici, un'agiografia di santa Brigida d'Irlanda e un'invettiva contro William Cumin, che durante il periodo dell'anarchia inglese tentò di diventare illegalmente vescovo di Durham entrando in contrasto proprio con Lorenzo.
Il suo stile imita quello di Severino Boezio.